# نادي سميراء
نادي سميراء السعودي نادي كرة قدم سعودي من أندية الدرجة الثالثة في محافظة سميراء بمنطقة حائل، تأسس عام 1436هـ (2015 م).